# Literatura nigeriană
Literatura nigeriană înglobează scrierile literare ale autorilor nigerieni care tratează teme specifice poporului nigerian și sunt adresate cititorilor nigerieni. Sunt incluse opere literare în mai multe limbi, nu doar în engleză, ci și în igbo, urhobo, yoruba, hausa și nupe. Tot aici sunt asimilați și autorii nigerieni britanici, nigerieni americani și alți membri ai diasporei africane.
O lume se destramă (1958) de Chinua Achebe este una dintre cărțile de referință în literatura africană. Alți autori post-coloniali au câștigat numeroase premii, inclusiv Premiul Nobel pentru literatură, acordat lui Wole Soyinka în 1986, și Premiul Booker, acordat lui Ben Okri în 1991 pentru The Famished Road. De asemenea, mulți scriitori nigerieni sunt laureați ai Premiului Caine și ai Premiului Wole Soyinka pentru Literatură în Africa.

## Literatura nigeriană în limba engleză
Literatura nigeriană este scrisă predominant în limba engleză. Limbile naționale yoruba, igbo sau hausa sunt mai puțin reprezentate în literatură. Majoritatea autorilor consacrați de limbă engleză din Africa de Vest provin din Nigeria.

### Perioada colonizării britanice (1800-1960)
Printre primii autori nigerieni moderni a fost Amos Tutuola. În lucrarea sa The Palm Wine Drinkard (1952), autorul prezintă un bărbat amețit de vinul de palmier într-o atmosferă de basm care îl conduce în orașul morților. Acolo descoperă o lume magică populată de fantome, demoni și ființe supranaturale. Cartea a contrazis toate convențiile narative realiste și a fost scrisă într-o engleză plină de greșeli. Ulterior, cartea a devenit foarte apreciată, deși a fost criticată la acea vreme pentru că îi calomniază pe nigerieni ca fiind oameni barbari, alcoolici și pentru că provoacă fantezii rasiste.
În 1957, revista Black Orpheus a devenit principalul forum pentru mulți poeți și scriitori nigerieni.

### Perioada de independență (1960)
O serie de scriitori, membri ai Clubului Mbari condus de profesorul și scriitorul german Ulli Beier, au devenit cunoscuți imediat după eliberarerea Nigeriei de sub dominația britanică (1960).
Teatrul de Arte al Universității din Ibadan a devenit teatru de turnee începând cu 1961, dar piesele care s-au jucat au fost, în mare parte, scrise de autori europeni. Astfel, ca o reacție critică la înstrăinarea emergentă a teatrului de viața cotidiană africană din Ibadan, Clubul Mbari s-a transformat într-un centru literar pentru personalitățile literaturii africane. Dramaturgul John Pepper Clark-Bekederemo a pus în scenă aici prima sa piesă Song of a Goat în 1962, o sinteză a formelor de teatru antic și o temă mereu de actualitate în Africa - fertilitatea și maternitatea - pentru tânăra generație nigeriană educată în Europa. În 1966, el a scris despre festivalul dedicat unui erou al poporului Ijaw, care se sărbătorește în Delta Nigerului la fiecare 25 de ani, în drama intitulată Ozidi, pe care a pus-o în scenă și a tradus-o în engleză. Este cunoscut pentru că a dus simbolismul folcloric în zona psihanalitică.
Singurul reprezentant al negritudinii din Nigeria a fost considerat a fi eseistul și savantul literar Abiola Irele⁠(d), care a devenit directorul revistei Black Orpheus în 1968. El a criticat accentul excesiv pe diferențele ideologice dintre scriitorii africani vorbitori de engleză și cei vorbitori de franceză.
Încă din anii 1950, în Nigeria a apărut literatura populară metropolitană bazată pe modelul american, publicată în broșuri distribuite pe piață, așa-numita literatură de piață Onitsha, dintre care Cyprian Ekwensi a fost probabil cel mai important reprezentant. Ekwensi, fiul unui povestitor, a scris sute de povestiri, precum și 35 de romane și cărți pentru copii. Cea mai cunoscută lucrare a sa este Jagua Nana⁠(d) (1961), o descriere a vieții unei lucrătoare sexuale în vârstă, care se confruntă cu stereotipuri.

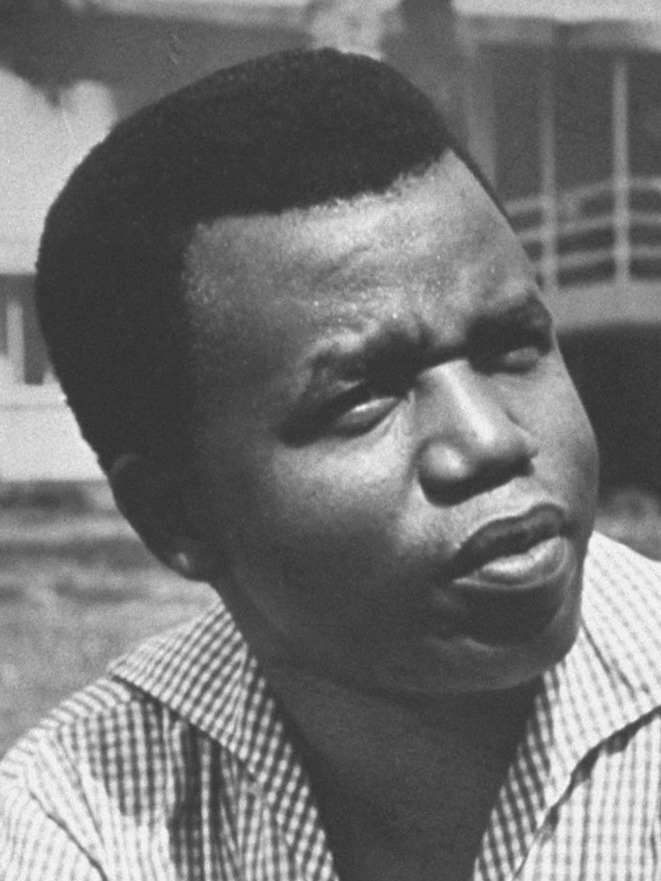
Chinua Achebe (1966)

Considerat cea mai importantă figură fondatoare a literaturii de limbă engleză din Africa de Vest, Chinua Achebe, câștigător al Friedenspreis des Deutschen Buchhandels în 2002, și-a făcut debutul ca romancier și poet cu O lume se destramă (1958), care, împreună cu No Longer at Ease (1960), alcătuiesc opera sa principală. Romanele sale plasează eroii africani la răscrucea a două lumi: o lume occidentală cu o raționalitate abstractă și nedreaptă și o Africa tradițională ale cărei valori și principii aparent învechite îi împiedică pe protagoniștii săi să tindă spre noua eră. Este unul dintre cei mai cunoscuți autori africani de limba engleză. De aceea a fost luat în considerare de mai multe ori pentru Premiul Nobel pentru Literatură. Things Fall Apart descrie Africa înainte de sosirea europenilor, ancorată în valori vechi pe care Achebe dorește să le sublinieze. Cartea s-a vândut în peste 20 de milioane de exemplare și a fost tradusă în aproximativ 80 de limbi. În Anthills of the Savannah (1987), el descrie Africa invadată de corupție și de falsa poziție a intelectualilor, unde femeile reprezintă viitorul. Chinua Achebe a primit Premiul Booker ca recunoaștere a întregii sale cariere de romancier și autor în 2007. În acordarea premiului, Nadine Gordimer s-a referit la Achebe drept „părintele literaturii africane moderne”.

### După Războiul Civil Nigerian (1967-1970)
Flora Nwapa și-a început cariera de scriitoare în timp ce preda la Queen's School din Enugu. Acțiunea din două dintre romanele ei, Efuru (1966) și Idu (1970), se petrece în satul ei natal și îi familiarizează pe cititori cu obiceiurile locale. Ele descriu funcționarea societății patriarhale și ierarhia în funcție de vârstă, care permite rezolvarea problemelor și conflictelor, precum și rolul nucilor de kola în toate ceremoniile de familie. Cele două cărți abordează temele ce vor fi prezente în toate lucrările ei: rolul copiilor în familie, consecințele infertilității feminine, poziția femeilor în societatea nigeriană și nevoia lor vitală de independență economică. Never again (1975) descrie anii cumpliți ai războiului din Biafra (războiul civil nigerian) și efectele devastatoare ale propagandei care a interzis orice gândire critică. Flora Nwapa a fost prima femeie africană care a publicat o carte în limba engleză.

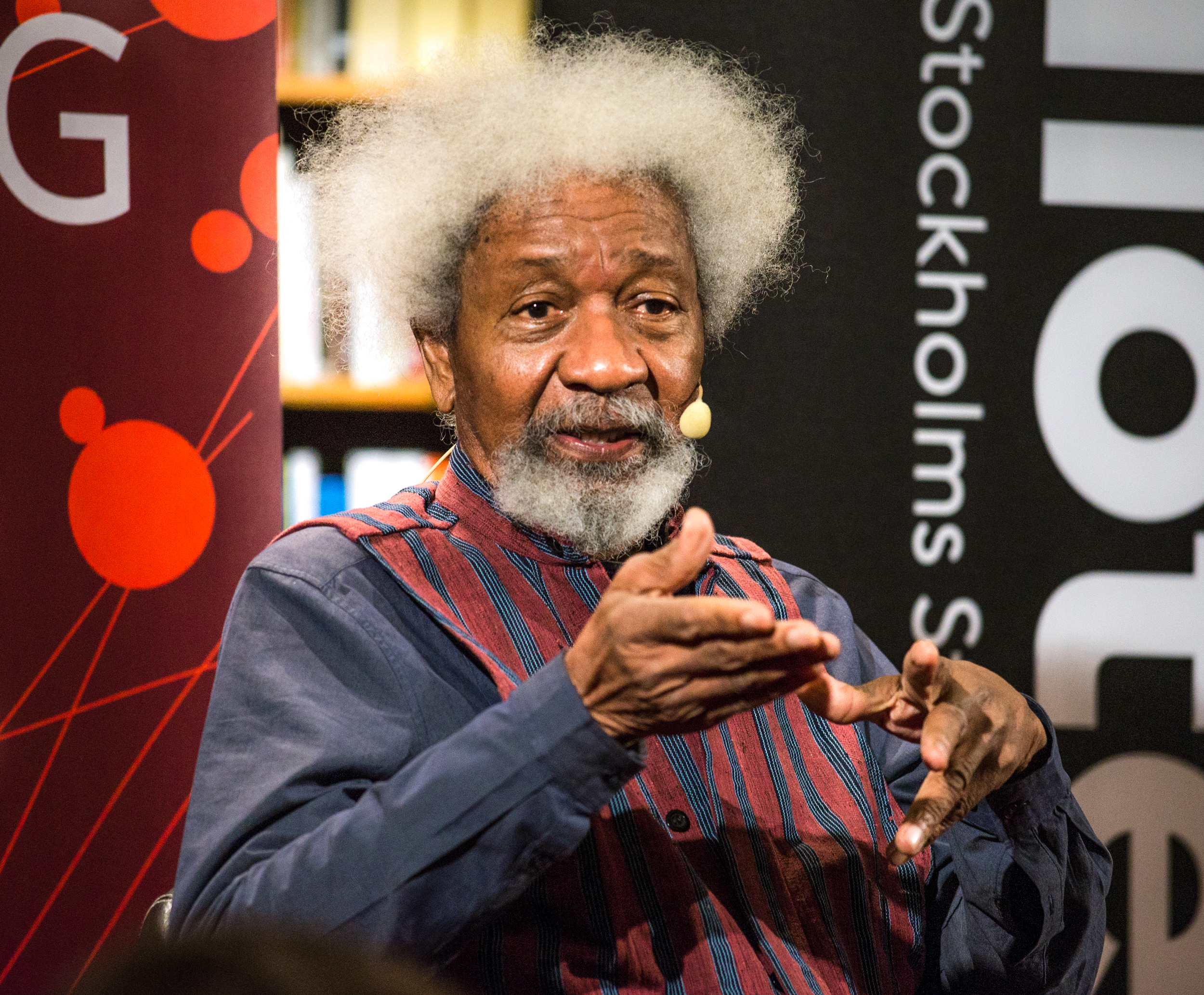
Wole Soyinka

Wole Soyinka este scenarist și regizor. A primit Premiul Nobel pentru Literatură în 1986 și este primul autor de culoare laureat al acestui premiu. Premiul i-a fost acordat pentru că a scris despre „drama existenței dintr-o vastă perspectivă culturală și în subtile nunațe poetice”. Artist prolific și versatil, a scris numeroase piese de teatru, precum și povești autobiografice, culegeri de poezie și nuvele, romane și eseuri politice și literare. Cunoscut pentru bogăția imaginilor sale poetice și complexitatea gândirii sale, printre capodoperele sale se numără și tragedia anticolonială Death and the King's Horseman (1975).
Buchi Emecheta, o scriitoare nigeriană stabilită în Londra, a tratat teme precum maternitatea, contrastele sociale și independența și libertatea femeilor. Romanul tragico-romantic The Bride Price (1976) reflectă convențiile sociale din Nigeria în jurul anului 1970: căsătoriile aranjate, răpirea miresei și prețul miresei menționat în titlu. Second Class Citizen (1974) prezintă viața unei femei nigeriene care se mută cu copiii ei în Marea Britanie, pentru a fi alături de soțul ei. Aici se confruntă cu discriminare rasială și violență domestică înainte de a-și putea realiza visul de a deveni scriitoare.

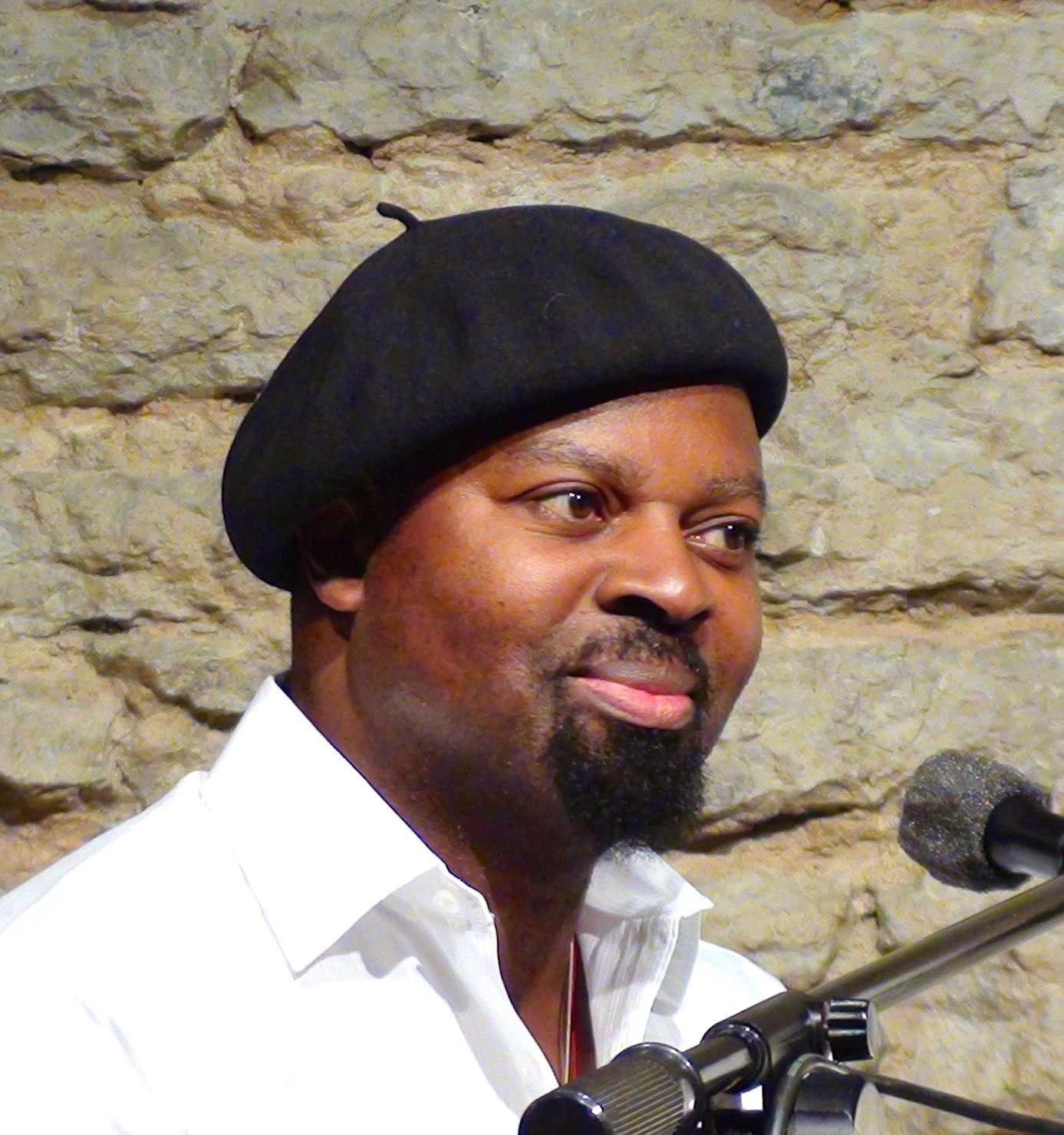
Ben Okri

Ben Okri a debutat cu povestiri despre probleme sociale și politice, dintre care unele au fost publicate în reviste pentru femei și ziare. A devenit cunoscut odată cu publicarea primului său roman, Flowers and Shadows (1980). Din 1983 până în 1986 a lucrat pentru West Africa Magazine, unde a fost redactor al secțiunii de poezie. În 1991, a câștigat Premiul Booker la categoria ficțiune pentru The Famished Road.

### Literatura nigeriană și dictatura militară
Principalele teme ale anilor 1980 și 1990 au fost mișcarea de democratizare și critica dictaturilor militare. Critica dictaturii militare nigeriene l-a costat viața pe romancierul, scenaristul și activistul ecologist Ken Saro-Wiwa⁠(d): a fost condamnat la moarte în 1995 sub regimul lui Sani Abacha. Un alt autor nigerian, Helon Habila⁠(d), a scris despre victimele dictaturii militare și scurgerile de petrol din Delta Nigerului în cartea sa Oil on Water (2010).

### Literatura nigeriană în secolul al XXI-lea
Sefi Atta⁠(d) este o scriitoare nigeriană. Cartea ei intitulată  Everything Good Will Come (2005) este un bildungsroman care urmărește viața a două femei. După o serie de evenimente dramatice, tensiuni între diferite grupuri etnice, rebeliune împotriva unei societăți dominate de bărbați și așteptări ale societății, eroina își găsește locul lângă un grup de activiști politici. Alte romane care au făcut-o celebră sunt Swallow și A Bit of Difference.
Femi Osofisan⁠(d) este autorul a peste 60 de piese de teatru, în care folosește dispozitive stilistice suprarealiste și forme tradiționale de exprimare africane cu scop educativ. Deseori a scris adaptări ale unor opere europene clasice. Temele abordate sunt schimbarea tradițiilor și discriminarea sexuală. Women of Owu (2004) este o repovestire a piesei lui Euripide, Troienele.

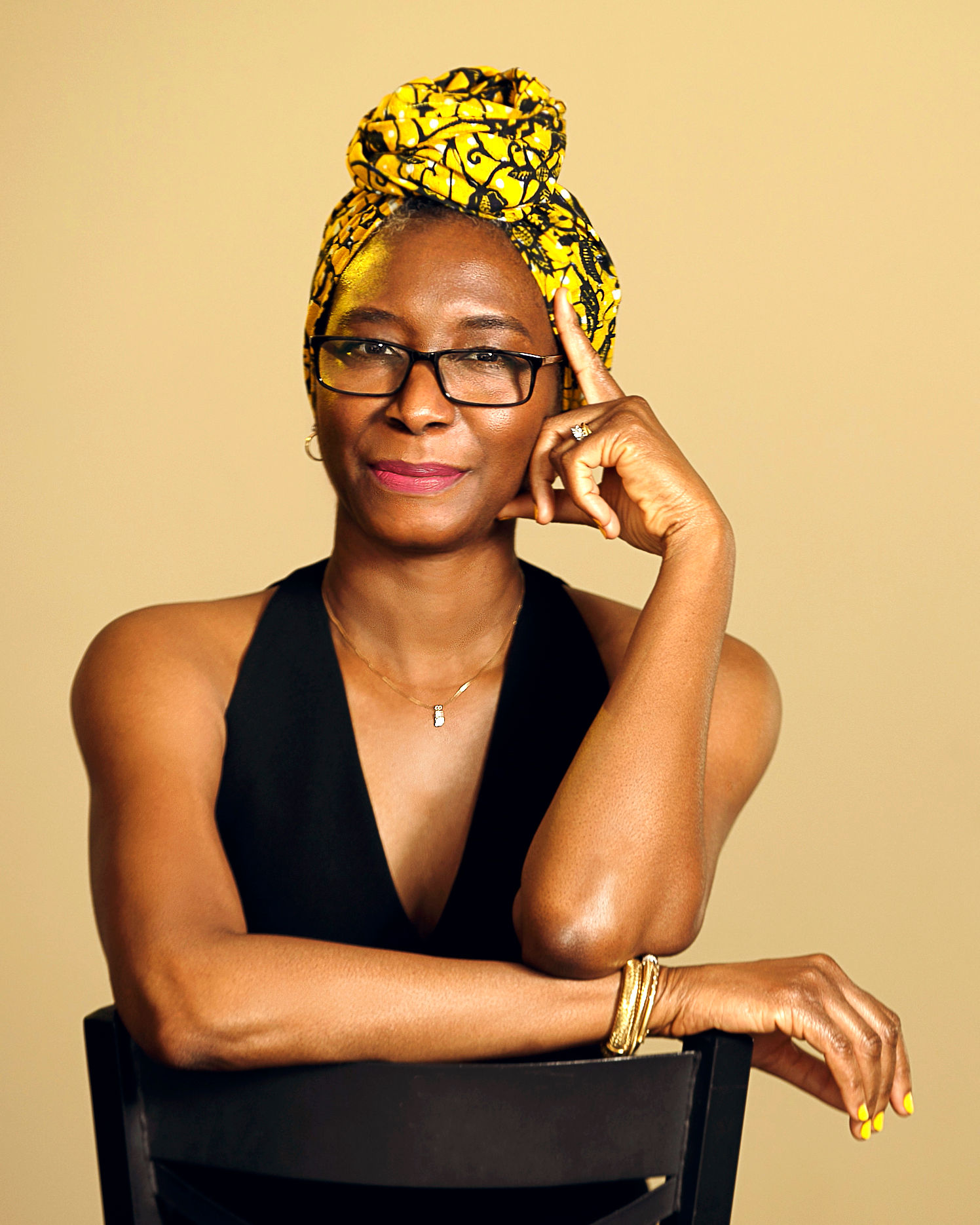
Sefi Atta

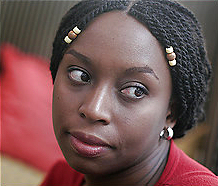
Chimamanda Ngozi Adichie

Chimamanda Ngozi Adichie a debutat literar cu Purple Hibiscus (2003), un roman de inițiere în care un frate și o soră își regăsesc în sfârșit vocea inerioară. Romanul a fost nominalizat la Baileys Women's Prize for Fiction în 2004 și a fost numit Cel mai bun debut în Commonwealth Writers' Prize în 2005. Al doilea roman al ei, Half of a Yellow Sun, a fost publicat în 2006, plasat înainte și în timpul războiului din Biafra, în care sunt prezentate două surori despărțite de război. Cartea a câștigat în 2007 Orange Prize for Fiction, precum și Anisfield-Wolf Book Award. A treia ei lucrare, colecția de nuvele The Thing Around Your Neck a fost publicată în 2009. În 2013, a publicat cea de-a patra carte, romanul Americanah, care spune povestea unei tinere nigeriene care emigrează în SUA și a unui tânăr care emigrează în Marea Britanie, abordând teme precum sărăcia, discriminarea și rasismul. Romanul a fost selectat de New York Times pe locul 1 în lista celor mai bune 10 cărți ale anului 2013.

### Literatura nigeriană după 2010
Literatura nigeriană de după 2010 se concentrează pe viața reală din Nigeria metropolitană și pe influența rețelelor sociale asupra vieții sociale nigeriene. Printre autorii nigerieni mai tineri se numără Adaobi Tricia Nwaubani, care a câștigat Commonwealth Writers' Prize pentru cel mai bun roman de debut cu I Do Not Come to You by Chance în 2010.
Noo Saro-Wiwa a publicat în 2012 Looking for Transwonderland, în care descrie călătoria ei prin Nigeria în încercarea de a se reconecta cu patria ei, legătură ce fusese distrusă de trauma execuției tatălui ei Ken Saro-Wiwa⁠(d), scriitor și activist nigerian.
Nuvela lui Elnathan John, Bayan Layi, a fost selecționată pentru Premiul Caine în 2013, iar nuvela Flying s-a aflat pe lista scurtă în 2015. Primul său roman Born on a Tuesday a fost publicat în 2016 și descrie impactul violenței în dezvoltarea adolescenților. A fost selecționat pentru Premiul literar NLNG, cel mai prestigios premiu literar din Nigeria și s-a aflat pe lista scurtă pentru Premiul Republicii Conștiinței în 2017.

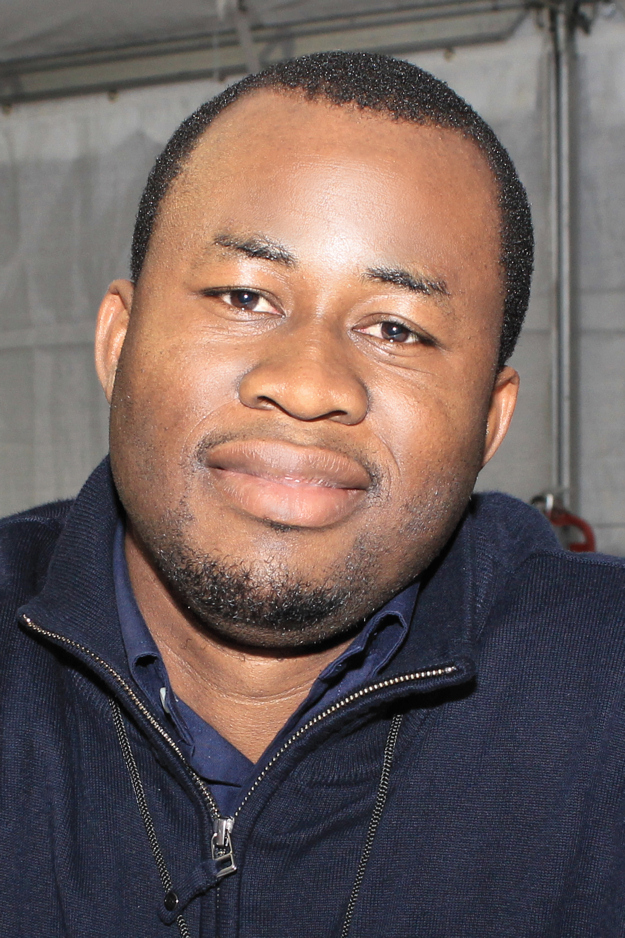
Chigozie Obioma

Chigozie Obioma a publicat două romane de succes. The Fishermen (2015) povestește soarta a patru frați din orașul natal al autorului, ce au fost blestemați. An Orchestra of Minorities (2019), selecționată pentru Man Booker Prize 2019, descrie viața unui fermier nigerian care se mută în Ciprul de Nord, unde se confruntă cu resentimente rasiste și este escrocat financiar.
Stephen Buoro a primit bursa Booker Prize Foundation în 2018 și a fost numit de The Guardian drept unul dintre cei mai buni zece romancieri noi din 2023. Romanul său de debut, The Five Sorrowful Mysteries of Andy Africa, a fost selecționat pentru premiile inaugurale Nero Book Awards la categoria „Debut Fiction” și pe lista lungă pentru Aspen Words Literary Prize.

## Literatura nigeriană în limba yoruba
Primul roman în yoruba, Itan-Igbesi Aiye Emi Segilola (The Life History of Me), al autorului Isaac B. Thomas, prezintă viața unei prostituate și a fost publicat în 1929 ca roman-foileton în 30 de fragmente într-un ziar din Lagos. Cartea realistă, care prezintă multe detalii despre Lagos în anii 1920, reflectă diferitele influențe ale limbajului și particularitățile vorbirii orale urbane. În noile ediții publicate sub formă de carte, stilul a fost „literarizat”. Ògbójú Ọdẹ nínú Igbó Irúnmọlẹ̀ (The Forest of a Thousand Daemons) de Daniel Olorumfemi Fagunwa este un roman magic de aventuri folclorice, apărut în 1938. Personajul principal este legendarul vânător yoruba Àkàrà-Oògùn. Romanul este considerat prima carte substanțială în yoruba. A fost retipărită de multe ori și a fost tradusă în engleză de Wole Soyinka în 1968. În cele cinci romane pe care le-a publicat în total, dintre care două abordează teme legate de societatea precolonială, iar celelalte descriu influențele coloniale asupra societății yoruba, sunt susținute atât valorile tradiționale yoruba, cât și valorile creștine.
Duro Ladipo, fiul unui cleric anglican, a fost un dramaturg care a scris exclusiv în yoruba și a adaptat mituri străvechi, basme și povești din tradițiile creștine, islamice sau yorubiene în piesele sale, în care el însuși a jucat. Un alt dramaturg important al teatrului popular Yoruba a fost Hubert Ogunde. Politicianul Afolabi Olabimtan este cunoscut și pentru că a scris romane în yoruba.
Un rol deosebit în descoperirea și promovarea literaturii yoruba l-a jucat Oyekan Owomoyela, care a predat în SUA și a editat antologii de povești și proverbe.

## Literatura nigeriană în limba igbo
Literatura în limba igbo este slab reprezentată în literatura nigeriană. Primul roman scris în igbo îi aparține lui Pita (Peter) Nwana (Omenuko, 1935). Eforturile de promovare a literaturii în igbo au rămas în mare parte nereușite pentru o lungă perioadă de timp. Chinua Achebe a devenit cunoscut cu o carte scrisă în limba engleză, Things Fall Apart, în 1958. De asemenea, Achebe a refuzat să folosească Igbo standard. Unul dintre pionierii literaturii în igbo a fost Tony Ubesie⁠(d).

## Literatura nigeriană în limba hausa

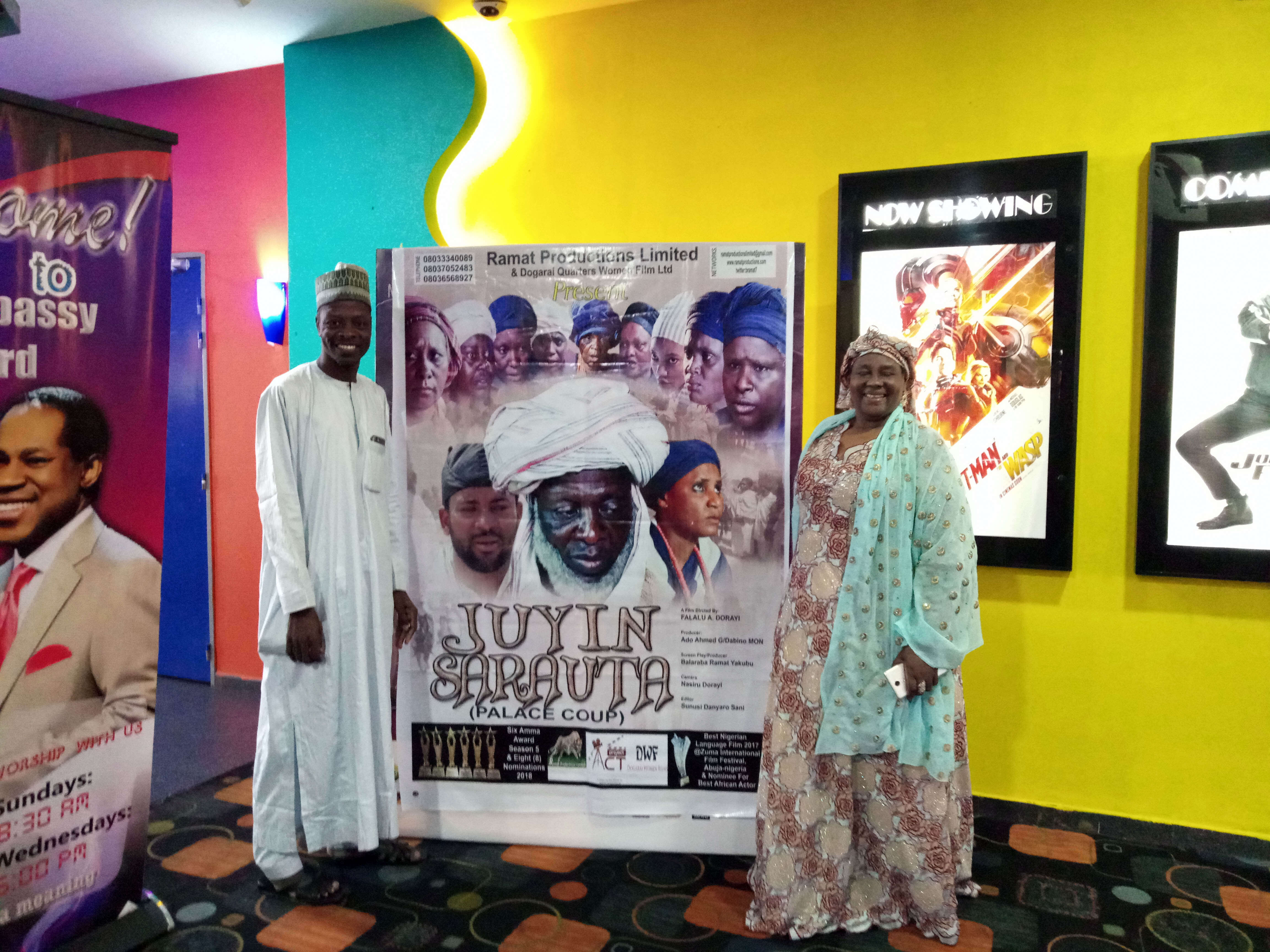
Balaraba Ramat Yakubu (în partea dreaptă)

Printre primii scriitori în hausa au fost: Ibn Al-Sabbagah, Muhammad Al-Barnawi, Abdullahi Sikka și Sheikh Jibril Ibn Umar, care au scris într-un alfabet arab, numit ajami. În perioada colonială (de la jumătatea secolului al XIX-lea până în 1960) s-a extins folosirea alfabetului latin. Primele romane scrise în hausa au apărut în jur de 1933, principalii autori fiind Abubakar Imam cu romanele Ruwan Bagaja (The Curing Water) și Magana Jari Ce (Speaking is Profitable) și Muhammadu Bello Kagara cu romanul Ganɗoki. Multe romane moderne în hausa sunt scrise de femei (așa-numita literatură Kano Market), precum Hafsat Abdul Waheed sau Balaraba Ramat Yakubu.